# Clidemia charadrophylla
Clidemia charadrophylla är en tvåhjärtbladig växtart som beskrevs av Thomas Gaskell Tutin. Clidemia charadrophylla ingår i släktet Clidemia och familjen Melastomataceae. Inga underarter finns listade i Catalogue of Life.